# Space Invaders (canção)
Space Invaders é uma canção do grupo de bubblegum dance dinamarquês Hit'n'Hide. Foi inicialmente lançado em 1998 pela Scandinavian Records como o terceiro single, e mais tarde sendo incorporado ao álbum de estreia "On a Ride". É uma música bubblegum dance original, que foi escrita por Jens Ringdal e Sune Munkholm Pedersen. O single é virtualizado como principal sucesso do grupo.

## Faixas e formatos
| CD Maxi-Single Versões |                                    |         |  |
| N.º                    | Título                             | Duração |  |
| 1.                     | "Space Invaders" (Versão da rádio) | 3:12    |  |
| 2.                     | "Space Invaders" (extended mix)    | 5:10    |  |
| 3.                     | "Space Invaders" (Hyperspace mix)  | 7:09    |  |
| Duração total:         | Duração total:                     | 15:31   |  |

## Desempenho nas tabelas musicais
| Tabela musical (1998)                     | Melhor posição |
| ----------------------------------------- | -------------- |
| Dinamarca - Tracklisten                   | 1              |
| União Europeia - European Hot 100 Singles | 27             |
| Noruega - VG-lista                        | 4              |
| Suécia - Sverigetopplistan                | 18             |

## Space Invaders 2020
Em 2020, é lançado o single "Space Invaders 2020" sob a produção de Dany Comaro.

### Lista de faixas
1. Space Invaders (Dany Comaro 2020 Remix) - 3:52
2. Space Invaders (Dany Comaro 2020 Extended) - 5:05